# Praça Oito de Maio (Figueira da Foz)
A Praça Oito de Maio é uma das principais praças da cidade da Figueira da Foz. Também conhecida por Praça Nova, pela razão que é a praça mais nova das duas praças, que estão em terreno retirado do rio no centro da Figueira da Foz ou Praça dos Taxis, porque existe nesta praça uma paragem de taxis.
No meio da Praça há uma estátua de Manuel Fernandes Tomás.

## História da Praça
A praça chama-se "Praça 8 de Maio", porque essa é a data que as tropas liberais entraram na cidade em 1834 durante a Guerra Civil Portuguesa (1828-1834).
A praça foi construída em terreno reclamado do Rio Mondego em 1789.
A praça já teve os seguintes nomes:
- Praça Nova da Reboleira
- Praça Nova da Alegria
- Praça Nova Chamada Em Outro Tempo de Reboleira
- Praça Nova

## Ruas com que cruza a praça
Na direcção do relógio: 
- Rua 5 de Outubro (Figueira da Foz)
- Cais da Alfândaga
- Lago do Cotevelo
- Rua Dr. José Jardim (Figueira da Foz)
- Rua dos Combatentes da Grande Guerra (Figueira da Foz)
- Rua dos Ferreiros
- Ladeira do Monte
- Rua da República (Figueira da Foz)